# Aloe peglerae
Aloe peglerae Schönland es una especie de planta suculenta de la familia de los aloes. Es endémico de Sudáfrica. Es común confundirla con Aloe aculeata, pero es fácil distinguirla una vez que aparece su flor.

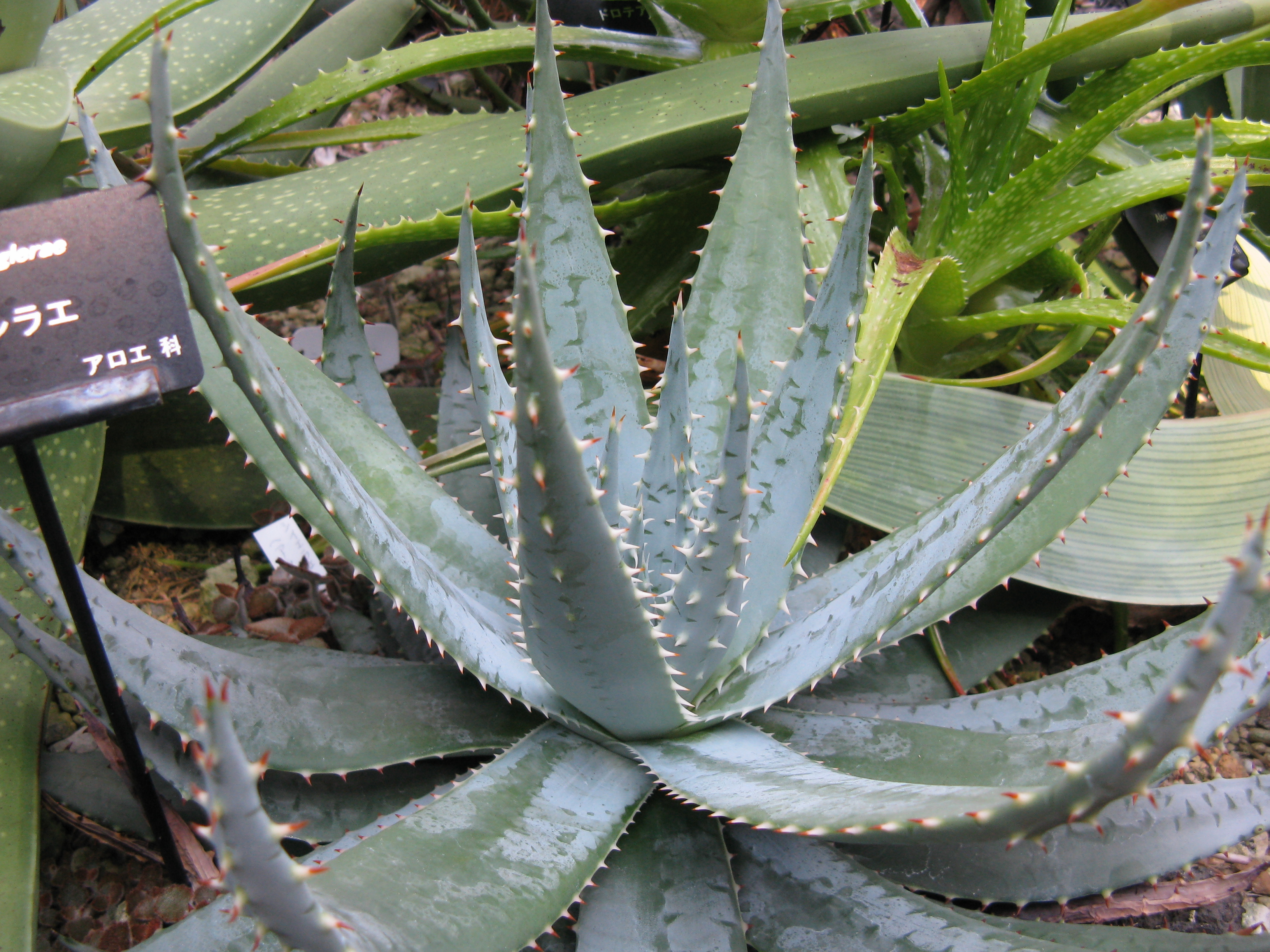
Vista de la planta

## Descripción
Es una pequeña planta carnosa sin tallo con 30-40 cm de diámetro con hojas glaucas, fuertemente curvadas formando una compacta roseta esférica. Las inflorescencias, en julio y agosto, son espigas cilíndricas de 30-40 cm de altura. Los visibles filamentos de las flores le hacen parecer de color púrpura.
La especie forma híbridos naturales con  Aloe marlothii Berger y con  Aloe davyana Schönland.

## Taxonomía
Aloe hereroensis fue descrita por Adolf Engler y publicado en Rec. Albany Mus. 1: 120, en el año 1904.
Etimología
Ver: Aloe
La especie fue nombrada en honor de Alice Marguerite Pegler (1861-1929), una botánica y naturalista que fue la primera en explorar los alrededores de Johannesburgo y Rustenburg.